# La Faute à Rousseau
Production
Diffusion
La Faute à Rousseau est une série télévisée française en quatorze épisodes de 52 minutes, librement adaptée de la série catalane #Philo (Merlí). Elle est disponible en Suisse sur la RTS depuis le 13 février 2021, et en France sur France 2 entre le 17 février 2021 et le 1er juin 2022.

## Synopsis
Benjamin Rousseau, quadragénaire divorcé aussi brillant qu'atypique, est professeur de philosophie au lycée La Fontaine. Alors qu’il vit encore chez sa mère, il vient en aide à ses élèves de terminale par la philosophie, tout en essayant de régler ses problèmes relationnels avec son fils Théo, et avec les femmes. 
Chaque épisode porte sur une notion de philosophie, que le professeur décide d'aborder pour faire écho à une situation concrète et délicate vécue par l'un de ses élèves.

## Distribution

### Personnages principaux
- Charlie Dupont : Benjamin Rousseau, professeur de philosophie
- Anny Duperey : Éva Rousseau, mère de Benjamin
- Louis Duneton : Théo Vallon-Rousseau, fils de Benjamin
- Samira Lachhab : Stéphanie Garnier, professeure d'anglais

### Principaux élèves

#### Saison 1
- Grégoire Paturel : Gabriel Blanchard
- Esther Valding : Emma Dewitt
- Bryan Trésor : Paul Dunoyer
- Émeline Faure : Anaïs Martinez
- Victor Lefebvre : Ethan Vannier
- Chloé Zerbib : Margaux Bazzani
- Myra Tyliann : Aïcha Zermani

#### Saison 2
- Louvia Bachelier : Zoé
- Andréa Furet : Léna
- Maïra Schmitt : Inès
- Dembo Camilo : Gaétan
- Lucie Vagenheim : Morgane
- Grégoire Paturel : Gabriel Blanchard
- Gaspard Meier-Chaurand : Simon

### Personnages secondaires
- Carole Bianic : Claire, mère de Gabriel et ex-copine de Benjamin à la fac
- Akim Omiri : Younes (épisodes 1 à 8)
- Nadia Roz : Mélissa (épisodes 1, 2, 5, 6, 7 et 8)
- Paul Bartel : Quentin (épisodes 1, 3, 4 et 6)
- Loyan Pons de Vier : Baptiste (épisodes 5 à 8)
- Anne Girouard : Charlotte, la proviseure (épisodes 1 à 8)
- Daniel Njo Lobé : Charles (épisodes 1, 4 et 8)
- Esteban Vial : Joris (épisodes 2 et 6)
- Guillaume Arnault : Gary Vannier (épisodes 4 et 5)
- Benjamin Sulpice : Kylian (épisodes 4 et 6)
- Coline Béal : Caroline (épisode 1)
- Ludovic Berthillot : Chef cuisinier hôpital (épisode 1)
- Olivier Mathé : Garçon de café (épisode 1)
- Jennifer Maria : Géraldine (épisode 2)
- Axelle Laffont : Virginie (épisode 3)
- Nicolas Djermag : Jean-Pierre (épisode 3)
- Édouard Michelon : Youtubeur (épisode 3)
- Mélody Maloux : Assistante sociale (épisode 3)
- Marie Lanchas : Carole Vannier (épisode 4)
- Christophe Raynaud : Contremaître (épisode 4)
- Alexia Degremont : DRH Ultrafast (épisode 4)
- Farid Elouardi : Majid Zermani, le père d'Aïcha (épisode 5)
- Franz Lang : Gilbert Blanchard (épisode 5)
- Ève Margnat : Mathilde (épisode 5)
- Éric Poulain : Brigadier Morel (épisode 5)
- Louison Grimaldi : Louise Miard (épisode 5)
- Zoé Bruneau : Lieutenant Delmas (épisode 5)
- Bruno Rochette : Instructeur (épisode 6)
- Emma Foti : Blogueuse BellaParis (épisode: 7)
- Vincent Desprat : Sandy (épisode 7)
- Céline Spang : Patronne boutique (épisode 7)
- Axel Naroditzky : Yannis (épisode 7)
- Emmanuel Noblet : Père de Margaux (épisode 7)
- Coralie Audret : Mère de Margaux (épisode 7)
- Bruno Paviot : Le prof de philo de la fac (épisode 8)
- Laure Sirieix : Le médecin (épisode 8)
- Anne Bouvier : Sarah (épisode 8)

## Production

### Développement
La Faute à Rousseau est une série librement adaptée de #Philo (Merlí en version originale), une série catalane diffusée entre 2015 et 2018 sur TV3. Selon Anne Holmes, directrice de la fiction de France Télévisions, l'objectif en proposant une adaptation française de cette série était de « renouer avec l’éducation, territoire que l’on avait abandonné, mais qui était le terrain de prédilection de France Télévisions pendant longtemps » (notamment avec des séries comme L'Instit, diffusée entre 1993 et 2005),. L'objectif était également de vulgariser la philosophie et la placer autant à la portée du public adulte que du public adolescent.
Les producteurs Sébastien Pavard et Lou Gauthier précisent avoir notamment conservé de Merlí le contexte initial du « prof de philo qui a raté une partie de sa vie et [qui] revient pour s’occuper de son fils [en habitant] chez sa mère ». Pour eux, chaque épisode de La Faute à Rousseau se veut à la fois drôle et structuré à la manière d'une dissertation, en étant porté sur une problématique rencontrée par un élève de la classe. Le titre de chaque épisode se compose du prénom de l'élève en question et du thème de philosophique relatif au problème que cet élève rencontre concrètement dans sa vie.
L'acteur Charlie Dupont, qui interprète le professeur de philosophie Benjamin Rousseau, indique avoir été influencé dans son jeu par « l'ombre tutélaire de Robin Williams » dans Le Cercle des poètes disparus.
En février 2021, l'équipe de production indique qu'une saison 2, ainsi que d'autres saisons, seraient à l'étude. Selon Sébastien Pavarde, le fait que la philosophie soit une matière enseignée uniquement en classe de terminale en France (contrairement en Espagne) permettrait « d'avoir une classe différente par saison » et de renouveler ainsi les thèmes abordés. La commande d'une saison 2 est confirmée le mois suivant, et la diffusion de son premier épisode est programmée pour le 18 mai 2022 sur France 2.
Le 24 juillet 2022, le journal Le Parisien a annoncé (dans un article écrit par Emeline Collet) qu'il n'y aura pas de troisième saison à la suite d'une décision de France Télévisions. Information qui a notamment été confirmée dans le magazine Ciné télé revue.

### Tournage
La 1re saison a été tournée entre juillet et novembre 2020, au Lycée Jean-Baptiste Corot à Savigny-sur-Orge et dans la région parisienne (Rueil-Malmaison).
Le tournage de la 2e saison a eu lieu entre août et décembre 2021, toujours au Lycée Jean-Baptiste Corot à Savigny-sur-Orge et dans la région parisienne.

### Bande originale
La bande originale de la série a été composée par Nicolas Jorelle.

## Épisodes

### Première saison (2021)
Les épisodes se concentrent sur un ou une élève de Benjamin Rousseau, et explorent un thème dans lequel le professeur va intervenir pour aider l'élève en question. La saison 1 comporte huit épisodes, diffusés au rythme de deux épisodes par semaine en France du 17 février au 10 mars 2021.
1. Paul et la Liberté
2. Anaïs et l'Amour
3. Emma et le Devoir
4. Ethan et l'Identité
5. Aïcha et la Justice
6. Gabriel et le Désir
7. Margaux et la Vérité
8. Théo et le Bonheur

### Deuxième saison (2022)
Composée de six épisodes, elle a été diffusée au rythme de deux épisodes par semaine en France du 18 mai au 1er juin 2022.
1. Zoé et la Responsabilité
2. Léna et la Nature
3. Inès et le Destin
4. Gaétan et la Guerre
5. Morgane et l'Autorité
6. Gabriel et la Famille

## Accueil

### Audiences
La première saison est diffusée sur France 2, les mercredis en première partie de soirée, entre le 17 février et le 10 mars 2021. Deux épisodes sont diffusés par soirée à partir de 21 h 10. Au cours de cette période, la série est concurrencée notamment par la douzième saison de Top Chef, diffusée sur M6, ainsi que les séries de TF1 Doc et The Resident, qui attirent une majorité de l’audience. La Faute à Rousseau obtient de bons résultats : elle attire en moyenne plus de 2 700 000 téléspectateurs par épisode et occupe généralement la troisième place des parts d'audiences de la soirée,,,.
La deuxième saison confirme le succès de la série : les deux premiers épisodes, diffusés le 18 mai 2022, arrivent en tête des audiences de la soirée, devançant la treizième saison de Top Chef sur M6, Des racines et des ailes sur France 3 et Grey's Anatomy sur TF1. Les deux épisodes suivants sont également en première place des audiences le 25 mai 2022. Les deux derniers épisodes de la saison, diffusés le 1er juin 2022, obtiennent la seconde place des audiences de la soirée, derrière la saison 2 de Doc, qui débute ce soir là sur TF1.

### Critiques
Selon Le Parisien, la série La faute à Rousseau est « drôle, pertinente et intelligente, […] croqu[ant] avec justesse toute l'urgence de vivre de l'adolescence et toute l'ambivalence de cet âge dit ingrat. » et lui attribue la note de 5/5.
De son côté, L'Obs est beaucoup moins élogieux, jugeant que « malgré de jeunes acteurs qui se distinguent par leur énergie, […] la structure se révèle aussi bancale que la forme est bâclée. Les enjeux des héros sont insaisissables ou dévoilés avec tant de précipitation qu’ils en perdent toute crédibilité. ».
L’hebdomadaire Télérama dresse un portrait plus panégyrique du premier épisode de la série : « si La Faute à Rousseau parvient à décrocher une mention spéciale, c’est grâce à une écriture intelligente, qui plonge sans tabou […] dans les émois de l’adolescence et ouvre la classe aux tumultes du monde. […] Charlie Dupont, drôle et sensible, est formidable dans la peau de ce prof qui grandit en même temps que ses élèves. ».